# Pochodne kumaryny

Kumaryna

Pochodne kumaryny – grupa związków aromatycznych zawierających szkielet kumaryny. Wiele z nich stosowanych jest w medycynie, np. jako leki przeciwzakrzepowe. Należą tu m.in.
- acenokumarol – lek przeciwzakrzepowy
- dikumarol – naturalna pochodna kumaryny o właściwościach przeciwzakrzepowych
- eskulina – naturalny glikozyd kumaryny, stosowana w mikrobiologii do wybarwiania bakterii
- hymekromon – lek rozkurczowy
- kumafos – insektycyd fosforanoorganiczny
- nowobiocyna – antybiotyk
- psoralen – stosowany w fotochemioterapii jako fotouczulacz w leczeniu łuszczycy
- skopoletyna – naturalna pochodna kumaryny stosowana do produkcji dikumarolu
- umbeliferon – naturalna pochodna kumaryny, stosowana w produkcji kosmetyków przeciwsłonecznych
- warfaryna – lek przeciwzakrzepowy